# Игуманија Јустина (Вујиновић)
Јустина (световно Наташа Вујиновић; Смедерево, 2. март 1995) монахиња је Српске православне цркве и старешина Манастира Златенца.

## Биографија
Игуманија Јустина (Вујиновић), рођена је 2. марта 1995. године у Смедереву од честитих и побожних родитеља. Основну школу а потом и гимназију завршила је у Смедереву. Приликом крштења је добила име Наташа.
Студирала је на Филолошком факултету Универзитета у Београду. У време студија је добила монашки призив и 4. марта 2016. године долази у Манастир Златенац код села Гложане, где је најприје служила као искушеница пуне три године.
Замонашена је 13. августа 2019. године у Златенцу руком епископа браничевскога господина Игнатија Мидића добивши монашко име Јустина. Потом је 18. јуна 2021. године постављена за игуманију Манастира Златенца. Мати Јустина је уз благослов епископа Игнатија успела да заврши манастирски конак. 